# Polyrhaphis grandini
Polyrhaphis grandini là một loài bọ cánh cứng trong họ Cerambycidae.